# Thornloe
Thornloe – wieś (ang. village) w Kanadzie, w prowincji Ontario, w dystrykcie Timiskaming.
Powierzchnia Thornloe to 6,49 km².
Według danych spisu powszechnego z roku 2001 Thornloe liczy 120 mieszkańców (18,49 os./km²).